# Embriologia humana
Embriologia humana é a parte da embriologia que estuda o desenvolvimento humano durante a gestação.

## Período pré-fetal
Após a fecundação, o ovócito II forma uma célula-ovo que se divide por mitoses sucessivas.
4º dia: após a fecundação, o embrião adquire uma forma esférica, formado por uma massa de células, assemelhando-se a uma amora, a este estágio chamamos estágio de mórula. O embrião mantém ainda o mesmo volume do ovo, apesar das contínuas divisões celulares.
As células começam a organizar-se e formam dois grupos celulares:
- Botão embrionário – um conjunto de células que originará o novo ser;
- Trofoblasto – uma camada superficial envolvente da cavidade (blastocélio).

A esta estrutura chama-se blastocisto; o blastocisto ainda é envolvido pela zona pelúcida.
6º dia: o blastocisto eclode para o exterior da zona pelúcida – fora do invólucro, as células do trofoblasto aderem à zona superficial do endométrio, iniciando-se a nidação.
4ª semana: o embrião já possui de 4 a 12 somitos. O tubo neural é aberto nos neuróporos caudal e rostral. Arcos faríngeos (Bronquiais), visíveis com 24 dias - 1° mandibular e maxilar; 2° hoíde (base da língua).
Ocorre o dobramento do coração na saliência ventral e já possui batimentos. 3 pares de arcos faríngeos, fechamento do neuróporo rostral, saliência encefálica curva, cauda pequena, broto do membro superior, fossetas óticas, placoides cristalinos, 4 pares de arcos faríngeos, broto do membro inferior, rudimentos de órgãos cardiovasculares. Neuróporo caudal se fecha.
5ª semana: crescimento da cabeça (rápido crescimento do encéfalo e saliências faciais).Face em contacto com o coração. 2° arco hioide cresce sobre o 3 e o 4 (depressão seio cervical) pescoço. Brotos dos membros superiores em forma de remo, e inferiores em forma de barbatanas,
Crista mesoméfricas.
6ª semana: cotovelos e placa das mãos com raios digitais, contrações musculares do tronco e membros, saliências auriculares (meato acústico externo), olhos e pescoço são evidentes, já responde ao toque.
7ª semana: chanfraduras entre os dedos, redução e comunicação intestino e saco vitelinico. Forma-se hérnia umbilical (intestino penetra na célula extra-embrionária).
8ª semana: dedos separam-se (ainda com membranas), pé em forma de leque com chanfraduras, cauda curta, mãos e pés aproximam-se do ventre, já possui caracteres humanos, cabeça é metade do embrião, pálpebras e pescoço.

### Período Fetal
O período fetal começa nove semanas após a fertilização e termina com o nascimento. Ele caracteriza-se por um rápido crescimento corporal e pela diferenciação dos sistemas de órgão. Uma mudança óbvia é a diminuição relativa do ritmo de crescimento da cabeça em comparação com o resto do corpo.
Aparecem lanugem e o cabelo, e a pele é recoberta pela vemix caseosa no início da vigésima semana. As pálpebras estão fechadas durante a maior parte do período fetal, mas começam a reabrir-se por volta das 26 semanas. Até então, usualmente, o feto é incapaz de sobreviver extra-uterinamente, sobretudo pela imaturidade do seu sistema respiratório.
Até cerca de 30 semanas, o feto tem uma aparência avermelhada e enrugada devido à delgadeza de sua pele e à ausência relativa de gordura subcutânea. Em geral, a gordura desenvolve-se rapidamente durante as últimas seis a oito semanas, dando ao feto uma aparência lisa e rechonchuda. Esta fase terminal destina-se especialmente à formação dos tecidos e à preparação dos sistemas envolvidos na transição do meio intra-uterino para o extra-uterino, particularmente o sistema respiratório.
Fetos prematuros nascidos entre 26 e a 36ª semana costumam sobreviver, mas fetos a termo têm maiores chances de sobrevivência.
As alterações que ocorrem no período fetal não são tão dramáticas quanto as que se dão na fase embrionária, mas são muito importantes. O feto é menos vulnerável aos efeitos teratogênicos de drogas, vírus e radiação, mas estes fatores podem interferir com o desenvolvimento funcional normal, sobretudo do cérebro e dos olhos.
Existem várias técnicas disponíveis para se avaliar as condições do feto e para se diagnosticar antes do parto certas moléstias e anormalidades do desenvolvimento. Hoje em dia, o médico pode determinar se um feto possui ou não uma certa doença ou uma malformação congênita, utilizando a amniocentese e a ultra-sonografia. O diagnóstico pré-natal pode ser feito com precocidade suficiente para permitir o aborto seletivo de um feto defeituoso, se esta for a decisão da mãe e se o procedimento for legal.
Embriogênese Cardíaca

O coração é o primeiro órgão a entrar em funcionamento em um embrião humano devido as necessidades de prover nutrientes e oxigênio aos tecidos e descartar metabólitos, uma vez que com o rápido crescimento do embrião, apenas a difusão é ineficiente. Inicialmente, é um tubo cardíaco único composto por um miocárdio contrátil ao redor de um tubo endocárdico interno (endotelial), com uma matriz extracelular entre eles.